# Theodor Frings

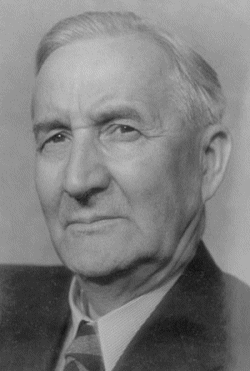
Theodor Frings (ca. 1949)

Theodor Frings (* 23. Juli 1886 in Dülken, Niederrhein; † 6. Juni 1968 in Leipzig) war ein deutscher germanistischer Mediävist und Linguist. Er war von 1927 bis 1957 Professor für Ältere deutsche Sprache und Literatur an der Universität Leipzig. Von 1948 bis 1965 war Frings Präsident der Sächsischen Akademie der Wissenschaften zu Leipzig.

## Leben
Der Sohn eines Buchbinders bei Krefeld legte das Abitur am Realgymnasium in Mönchengladbach ab und studierte ab 1906 Neuere Sprachen und Germanistik an den Universitäten Marburg und Leipzig. Während seines Studiums wurde er Mitglied beim Verein Deutscher Studenten in Marburg. Er legte 1911 das Examen für das höhere Lehramt ab und promovierte im selben Jahr bei Ferdinand Wrede in Marburg mit dem Thema „Studien zur Dialektgeographie des Niederrheins zwischen Düsseldorf und Aachen“. Anschließend arbeitete er als wissenschaftlicher Assistent an der Universität Bonn am Wörterbuch der Rheinischen Mundarten. Von 1913 bis 1917 war er Oberlehrer an der städtischen Realschule Bonn. Mit einer Schrift über „die rheinische Accentuierung“ habilitierte er 1915 bei Rudolf Meißner in Bonn für Germanische Philologie. 1917 wurde Frings außerordentlicher Professor, 1919 ordentlicher Professor für deutsche und niederländische Philologie an der Universität Bonn.
Frings folgte 1927 einem Ruf auf den Lehrstuhl für Ältere deutsche Sprache und Literatur an der Philosophischen Fakultät der Universität Leipzig, den er bis zu seiner Emeritierung 1957 innehatte. In dieser Zeit war er auch Direktor des Germanistischen Instituts bzw. ab 1956 des Instituts für Deutsche und Germanische Philologie an der Universität Leipzig, das er über seine Emeritierung hinaus kommissarisch bis zu seinem Tod 1968 leitete. Er nahm auch viele Gastprofessuren im Ausland wahr, so 1922/23 an der Universität Amsterdam.
Frings war überzeugt, dass die Sprachgeschichte ein wesentlicher Kern der Menschheitsgeschichte sei. Schon sehr früh arbeitete der Germanist deshalb interdisziplinär mit Historikern, Volkskundlern, Niederlandisten und Romanisten zusammen, um Kulturräume zu beschreiben. Dabei forschte er zuerst v. a. zum (ihm heimischen) Rheinland, weitete später aber seinen Blick besonders auf den ostmitteldeutschen Raum aus. Ausgehend von den lautlichen und morphologischen Gegebenheiten der Dialekte und namenkundlichen Belegen rekonstruierte er ältere Sprachschichten und konnte damit eine die historischen Zeugnisse ergänzende Siedlungsgeschichte des ostmitteldeutschen Raumes nachweisen, was immer noch weitgehend Gültigkeit hat. Seine dialektgeographische Erklärung der Entstehung der neuhochdeutschen Hochsprache dagegen gilt heute als überholt. Theodor Frings war maßgeblich an großen Wörterbuchprojekten beteiligt, wie dem Althochdeutschen Wörterbuch oder dem Wörterbuch der obersächsischen Mundarten.
1933 unterzeichnete er mit ca. 900 anderen Wissenschaftlern das Bekenntnis der Professoren an den deutschen Universitäten und Hochschulen zu Adolf Hitler und dem nationalsozialistischen Staat. In einem Vortrag, den er im Mai 1936 in Groningen (Niederlande) hielt, äußerte er sich positiv über das NS-Regime. 1938 bezeichnete er das 1920 gegründete und in der NS-Zeit vereinnahmte Institut für geschichtliche Landeskunde (IGL) in Bonn als eines „der erfolgreichsten wissenschaftlichen Institute Deutschlands“ und eines „der wachsamsten Grenzinstitute deutscher Geschichtswissenschaft“. 1938 wurde er zum korrespondierenden Mitglied der Bayerischen Akademie der Wissenschaften gewählt.
Frings arrangierte sich mit den Behörden im Nationalsozialismus, legte sich manchmal aber auch mit ihnen an. So stellte er sich als einer von wenigen hinter den von nationalsozialistischen Studenten physisch attackierten Nationalökonomen Gerhard Kessler, der Hitler als „Phrasendrescher und Rattenfänger“ bezeichnet hatte und 1933 aus dem Dienst entlassen worden war. Im März 1933 protestierte Frings dagegen, dass das Rektorat nichts gegen Aufmärsche uniformierter NS-Studenten auf dem Universitätsgelände unternahm; in seinen Augen ein eklatanter und inakzeptabler Verstoß gegen die Würde der Universität. Er setzte sich auch dafür ein, dass der spätere Bundestagsabgeordnete Herbert Hupka, der nach den Nürnberger Rassegesetzen als „Halbjude“ galt, seine Dissertation abschließen konnte.
Als „zweiter Gründervater“ des Instituts für geschichtliche Landeskunde heuerte er nach der alliierten Befreiung Deutschlands kurzfristig wieder am Institut an. Frings zog dann in die Sowjetische Besatzungszone. In den Jahren von 1946 bis 1965 war er Präsident der Sächsischen Akademie der Wissenschaften zu Leipzig. Auch leitete er das Institut Deutsche Literatur und Sprache der Deutschen Akademie der Wissenschaften in Ost-Berlin.
Frings war weder Mitglied der NSDAP noch der SED.

## Ehrungen

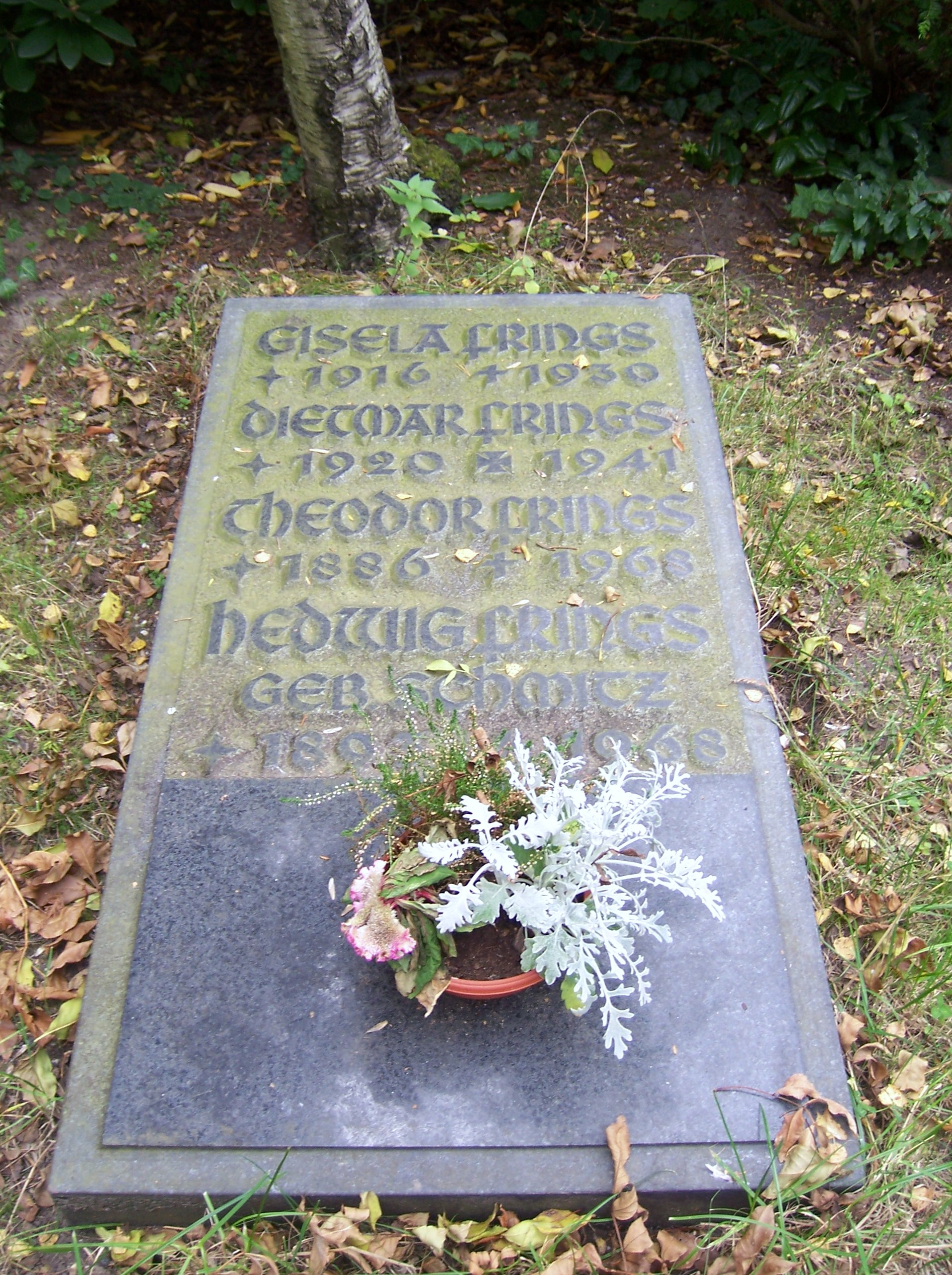
Grabstätte Theodor Frings auf dem Südfriedhof in Leipzig (2011)

1949 erhielt er den Nationalpreis der DDR II. Klasse für Wissenschaft und Technik. 1961 erhielt er als Teil des Kollektiv des Deutschen Wörterbuches den Nationalpreises der DDR I. Klasse für Wissenschaft und Technik. 1954 wurde er mit dem Vaterländischen Verdienstorden in Silber und 1959 in Gold ausgezeichnet. 1966 verlieh ihm die Universität Leipzig die Ehrendoktorwürde.
Im Gedenken an Theodor Frings verleiht die Sächsische Akademie der Wissenschaften zu Leipzig den Theodor-Frings-Preis.

## Trivia
Kurz vor seinem Tod verlieh ihm die Dülkener Narrenakademie die Ehrendoktorwürde.

## Veröffentlichungen (Auswahl)
- Die rheinische Accentuierung: Vorstudie zu einer Grammatik der rheinischen Mundarten. N. G. Elwert’sche Verlagsbuchhandlung, Marburg 1916
- Grundlegung einer Geschichte der deutschen Sprache. 3. erweit. Aufl., Max Niemeyer, Halle (Saale) 1957
- mit Jürgen Kuhnt: König Rother. Bonn/Leipzig 1922 (= Rheinische Beiträge und Hülfsbücher zur germanischen Philologie und Volkskunde. Band 3); Nachdrucke 1954, 1961 und 1968.
- Geschichte des Rheinlandes von der ältesten Zeit bis zur Gegenwart. 2 Bände. Von Hermann Aubin, Th. Frings u. a., G. D. Baedeker, Essen 1922[9]

1. Politische Geschichte
2. Kulturgeschichte

- Rheinische Sprachgeschichte. Essen 1924. 54 S.
- Aus der Wortgeographie der Rhein- und Niederlande. Heidelberg 1924, in: Beiträge zur germanischen Sprachwissenschaft. Festschrift für Otto Behaghel. S. 194–232 (Germanische Bibliothek. II. Abt. Bd. 15) 1959 B 974
- Sprache und Siedlung im mitteldeutschen Osten. Leipzig 1932. (Berichte über die Verhandlungen der Sächsischen Akademie der Wissenschaften zu Leipzig. Philol.-histor. Klasse. 84,6) Z 2824 b-84,6 Frings Eduard Sievers. [Mit einem] Schriftenverzeichnis von Elisabeth Karg-Gasterstädt. Leipzig 1933. (Berichte über die Verhandlungen der Sächsischen Akademie der Wissenschaften zu Leipzig. Philol.-histor. Klasse. 85,1) Z. 2824 b-85,
- Sprache und Siedlung im mitteldeutschen Osten. Berlin 1933, in: Forschungen und Fortschritte 9. S. 3, Z. 602-9
- Die Grundlagen des Meißnischen Deutsch: ein Beitrag zur Entstehungsgeschichte der deutschen Hochsprache. Halle (Saale) 1936. 24 S., Fr 52 083
- Die Stellung der Niederlande im Aufbau des Germanischen. In: Beiträge zur Geschichte der deutschen Sprache und Literatur, 91, Halle 1969–1971, S. 39–105
  - Die Stellung der Niederlande im Aufbau des Germanischen. Halle 1944
- Über die neuere flämische Literatur. Elwert, Marburg 1918[10]
- mit Hermann Aubin und Josef Müller: Kulturströmungen und Kulturprovinzen in den Rheinlanden. Röhrscheid, Bonn 1926
- Die Ortsnamen auf -lar  u. die niederländischen Baumnamen des Typus Hazelaar „Haselnußstrauch“, Z. dt. Altertum, 66, S. 46–49
- mit W. von Wartburg: Französisch und Fränkisch, In: Zeitschrift für romanische Philologie, 57, S. 193–210
- mit Gabriele Schieb: Drei Veldekestudien: Das Veldekeproblem, der Eneideepilog, die beiden Stauferpartien. Abhandlungen der Deutschen Akademie der Wissenschaften zu Berlin. Philosophisch-Historische Klasse. Jahrgang 1947 Nr. 6. Akademie-Verlag Berlin 1949.
- als Hrsg. mit Gabriele Schieb: Henric van Veldeken. Eneide, I Einleitung. Text. Berlin 1964 (= Deutsche Texte des Mittelalters. Band 58).